# 41-я церемония «Грэмми»

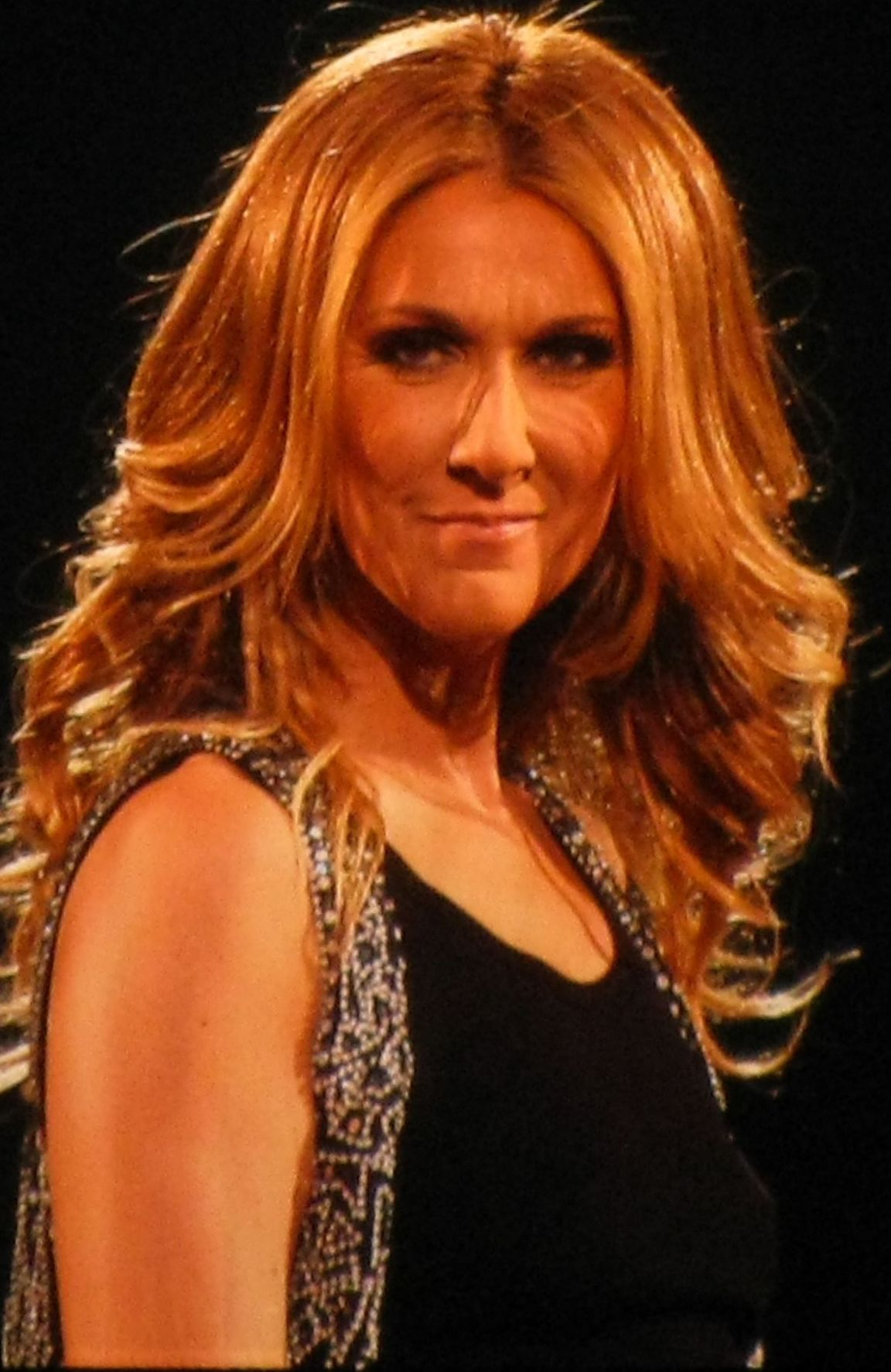
Селин Дион получила 2 награды «Грэмми» за песню «My Heart Will Go On» из саундтрека к фильму Джеймса Кэмерона «Титаник»

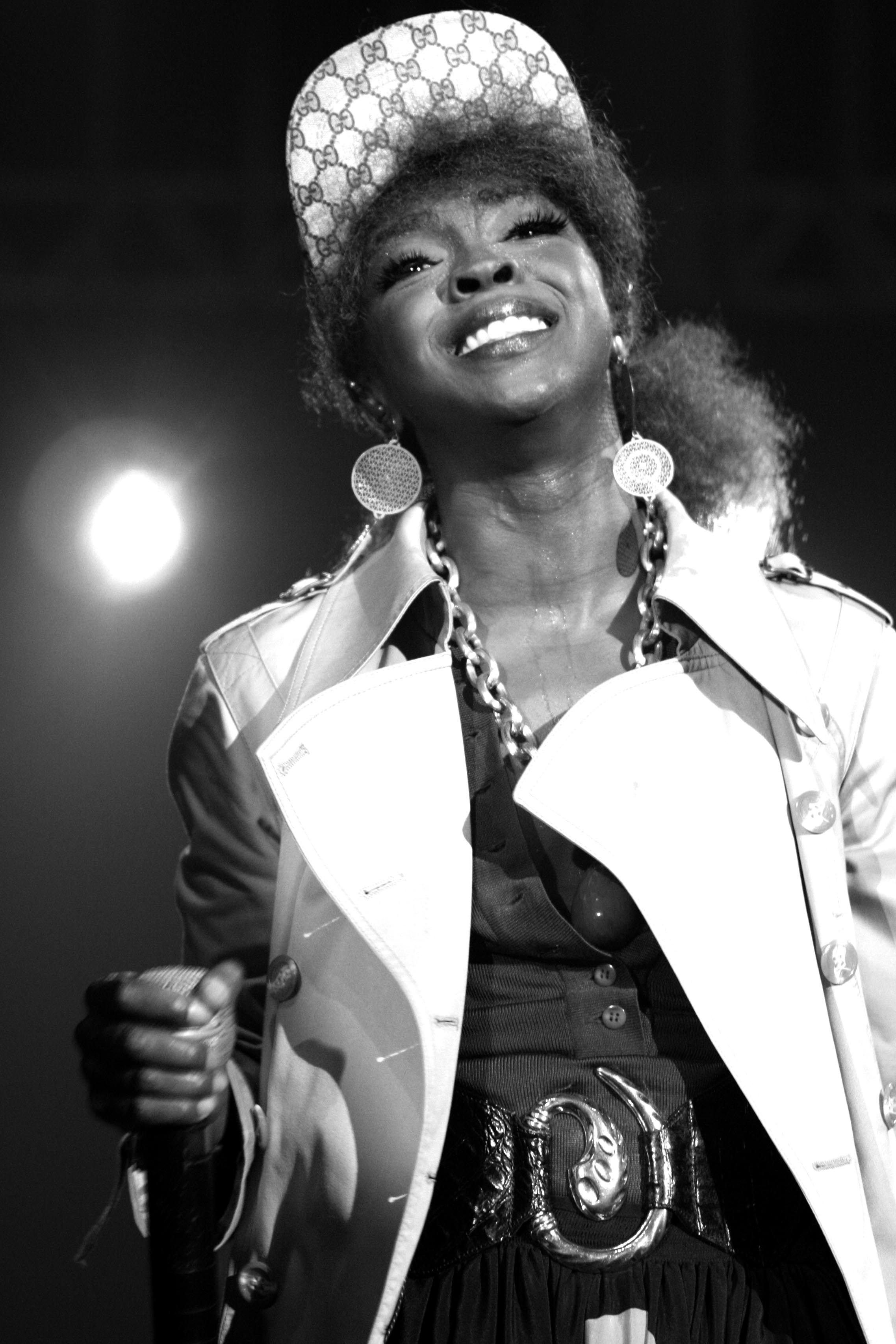
Лорин Хилл получила 5 наград «Грэмми», включая престижные «Альбом года» и «Лучший новый исполнитель» (из рекордных 10 номинаций)

41-я церемония вручения премий «Грэмми» состоялась 24 февраля 1999 года в «Шрайн-Аудиториум» в Лос-Анджелесе. Лорин Хилл была награждена 5 премиями, включая «Альбом года» и «Лучший новый исполнитель». Мадонна получила 3 награды — за лучшее видео, лучший поп-альбом (Ray of Light) и лучшую танцевальную запись («Ray of Light»), а сразу три кантри-исполнителя, Dixie Chicks, Винс Гилл и Шанайя Твейн, выиграли по 2 статуэтки каждый. Канадская певица Селин Дион также получила 2 награды за песню «My Heart Will Go On», которая была использована как саундтрек к фильму Джеймса Кэмерона «Титаник». Всего вручались 95 премий «Грэмми» в 26 категориях.
Певица Лорин Хилл при этом получила рекордные для женщин 10 номинаций.

## Основная категория
Запись года
- «My Heart Will Go On» — Селин Дион
  - Уолтер Афанасьефф, Джеймс Хорнер (продюсеры), Саймон Франглен[англ.] (продюсер и звукоинженер), Умберто Гатика[англ.], Дэвид Глисон (звукоинженеры)
- «The Boy Is Mine[англ.]» — Брэнди Норвуд и Моника
  - Даллас Остин[англ.], Брэнди и Родни Джеркинс (продюсеры), Лесли Брэтуэйт, Бен Гаррисон, Родни Джеркинс и Декстер Симмонс (звукоинженеры)
- «Iris» — Goo Goo Dolls
  - Роб Кавалло[англ.] и Goo Goo Dolls (продюсеры), Джек Джозеф Пуиг и Аллен Сайдс (звукоинженеры)
- «Ray Of Light» — Мадонна
  - Мадонна и Уильям Орбит (продюсеры), Пэт Маккарти[англ.] (звукоинженер)
- «You’re Still The One» — Шанайя Твейн
  - Роберт Джон «Матт» Ланг (продюсер), Джефф Болдинг и Майк Шипли[англ.] (звукоинженеры)

Альбом года
- The Miseducation of Lauryn Hill — Лорин Хилл
  - Лорин Хилл (продюсер), Commissioner Gordon, Мэтт Хоу, Сторм Джефферсон, Кен Джонстон, Тони Прендатт, Уоррен Райкер, Крис Тейс и Джонни Уиндрекс (звукоинженеры)
- The Globe Sessions — Шерил Кроу
  - Шерил Кроу (продюсер), Чад Блейк[англ.], Трина Шумейкер[англ.] и Энди Уоллес[англ.] (звукоинженеры)
- Version 2.0 — Garbage
  - Garbage (продюсеры), Билли Буш[англ.] (звукоинженеры)
- Ray Of Light — Мадонна
  - Мариус де Врис[англ.], Патрик Леонард, Мадонна и Уильям Орбит (продюсеры), Джон Энглесби, Пэт Маккарти[англ.] и Дэвид Рейцас (звукоинженеры)
- Come On Over — Шанайя Твейн
  - Роберт Джон «Матт» Ланг (продюсер), Джефф Болдинг и Майк Шипли[англ.] (звукоинженеры)

Песня года
- «My Heart Will Go On» (Селин Дион), авторы: Джеймс Хорнер и Уил Дженингс[англ.]
- «I Don't Want to Miss a Thing» (Aerosmith), автор: Дайан Уоррен
- «Iris» (Goo Goo Dolls), автор: Джон Жезник[англ.]
- «Lean on Me[англ.]» (Кирк Франклин c Мэри Джей Блайдж, Ар Келли, Боно, Кристал Льюис[англ.] и The Family), автор: Кирк Франклин
- «You're Still the One» (Шанайя Твейн), авторы: Роберт Джон «Матт» Ланг и Шанайя Твейн

Лучший новый исполнитель
- Лорин Хилл (другие номинанты: Backstreet Boys, Андреа Бочелли, Dixie Chicks, Натали Имбрулья)

## Поп

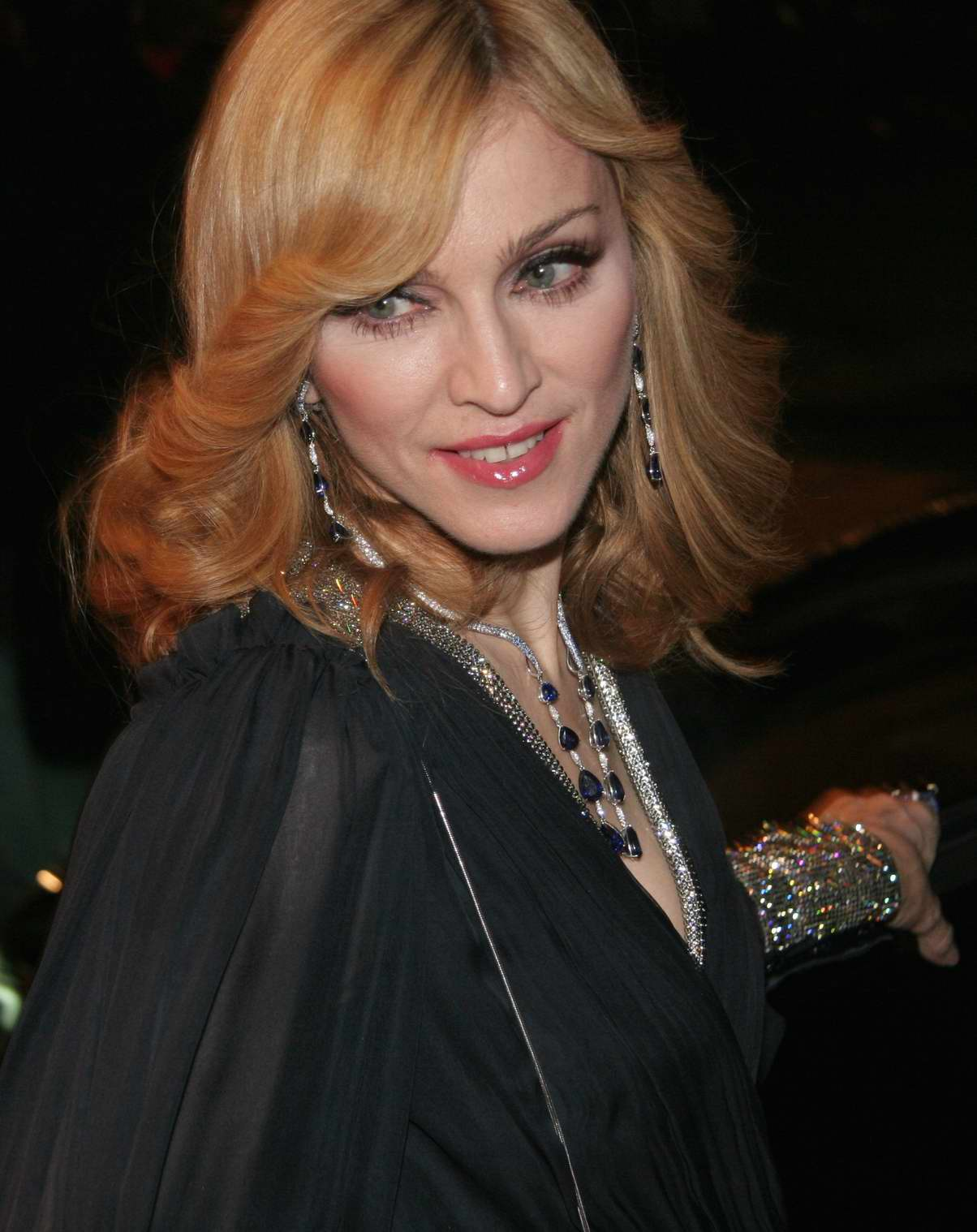
Мадонна выиграла статуэтки за лучшую танцевальную запись и лучший поп-альбом

### Лучшее женское вокальное поп-исполнение
- «My Heart Will Go On» — Селин Дион
- «My Favorite Mistake[англ.]» — Шерил Кроу
- «Can’t Take My Eyes Off You» — Лорин Хилл
- «Torn» — Натали Имбрулья
- «Adia[англ.]» — Сара Маклахлан

### Лучшее мужское вокальное поп-исполнение
- «My Father’s Eyes» — Эрик Клэптон
- «Save Tonight[англ.]» — Eagle-Eye Cherry
- «Anytime» — Брайан Макнайт
- «Lullaby[англ.]» — Шон Маллинз
- «You Were Meant for Me[англ.] — Стинг

### Лучшее вокальное поп-исполнение дуэтом или группой
- »Jump Jive an' Wail[англ.]" — Brian Setzer Orchestra[англ.]
- «I Don’t Want to Miss a Thing» — Aerosmith
- «One Week[англ.]» — Barenaked Ladies
- «Iris» — Goo Goo Dolls
- «Crush[англ.]» — Dave Matthews Band

### Лучшее совместное вокальное поп-исполнение
- «I Still Have That Other Girl[англ.]» — Элвис Костелло и Берт Бакарак
- «How Come, How Long[англ.]» — Бэйбифейс и Стиви Уандер
- «Kisses Sweeter than Wine[англ.]» — Джексон Браун и Бонни Рэйтт
- «I'm Your Angel» — Селин Дион и Бонни Рэйтт
- «Shenandoah[англ.]» — Ван Моррисон и The Chieftains

### Лучшее инструментальное поп-исполнение
- «Sleep Walk» — The Brian Setzer Orchestra[англ.]
- «Theme from The X-Files» — The Dust Brothers
- «Left of Cool» — Béla Fleck and the Flecktones
- «My Heart Will Go On» — Кенни Джи
- «Follow Me» — Pat Metheny Group[англ.]

### Лучшая танцевальная запись
- «Ray of Light» — Мадонна
- «When Will You Learn» — Бой Джордж
- «Around the World» — Daft Punk
- «Heaven's What I Feel[англ.]» — Глория Эстефан
- «Disco Inferno[англ.]» — Синди Лопер

### Лучший поп-альбом
- Ray of Light — Мадонна
- Pilgrim — Эрик Клэптон
- Let's Talk About Love — Селин Дион
- Left of the Middle — Натали Имбрулья
- The Dirty Boogie[англ.] — Brian Setzer Orchestra[англ.]

## Рок-музыка

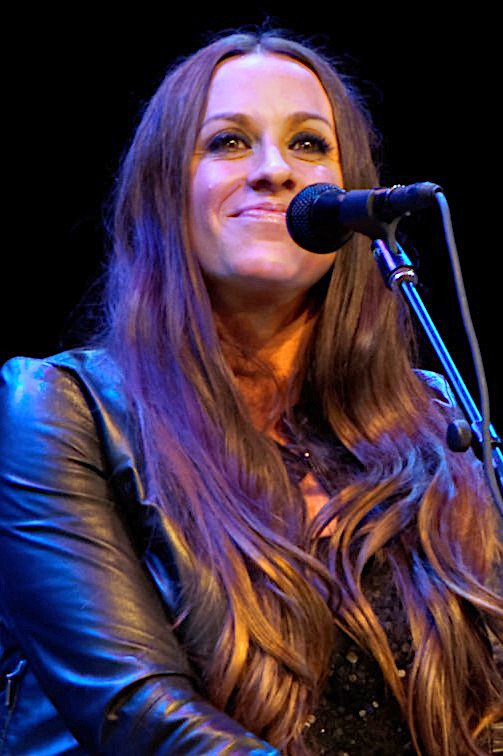
Аланис Мориссетт победила в категориях «Лучший женский рок-вокал» и «Лучшая рок-песня»

### Лучший женский рок-вокал
- «Uninvited» — Аланис Мориссетт
- «Raspberry Swirl[англ.]» — Тори Эймос
- «There Goes the Neighborhood[англ.]» — Шерил Кроу
- «Glass House[англ.]» — Эни Дифранко
- «Can’t Let Go» — Люсинда Уильямс

### Лучший мужской рок-вокал
- «Fly Away[англ.]» — Ленни Кравиц
- «Everybody Here Wants You[англ.]» — Джефф Бакли
- «Almost Saturday Night[англ.]» — Джон Фогерти
- «Have a Little Faith in Me[англ.]» — Джон Хайатт
- «Your Life Is Now[англ.]» — Джон Мелленкамп

### Лчшее вокальное рок-исполнение дуэтом или группой
- «Pink[англ.]» — Aerosmith
- «The Way[англ.]» — Fastball
- «Celebrity Skin[англ.]» — Hole
- «Bitter Sweet Symphony» — The Verve
- «„Heroes“» — The Wallflowers

### Лучшее инструментальное рок-исполнение
- «The Roots of Coincidence[англ.]» — Pat Metheny Group[англ.]
- «El Distorto de Melodica» — Everclear
- «Take California» — Propellerheads
- «A Train of Angels» — Джо Сатриани
- «Trouble Is…» — Kenny Wayne Shepherd Band
- «The Ironic Twist» — Джимми Вон

### Лучшее исполнение в стиле хард-рок
- «Most High[англ.]» — Джимми Пейдж и Роберт Плант
- «Psycho Circus» — Kiss
- «The Dope Show» — Marilyn Manson
- «Fuel» — Metallica
- «Do the Evolution[англ.]» — Pearl Jam

### Лучшее метал-исполнение
- «Better than You» — Metallica
- «Bullet Train[англ.]» — Judas Priest
- «Fried Chicken and Coffee[англ.]» — Nashville Pussy[англ.]
- «No Shelter[англ.]» — Rage Against the Machine
- «Du hast» — Rammstein

### Лучшая рок-песня
- «Uninvited»
  - Аланис Мориссетт, автор (Аланис Мориссетт)
- «Have a Little Faith in Me[англ.]»
  - Джон Хайатт, автор (Джон Хайатт)
- «Celebrity Skin[англ.]»
  - Билли Корган, Эрик Эрландсон, Кортни Лав, авторы (Hole)
- «Closing Time[англ.]»
  - Дэн Уилсон, автор (Semisonic)
- «Bitter Sweet Symphony»
  - Ричард Эшкрофт, Мик Джаггер, Кит Ричардс, авторы (The Verve)

### Лучший рок-альбом
- The Globe Sessions — Шерил Кроу
- Before These Crowded Streets — Dave Matthews Band
- Premonition — Джон Фогерти
- Version 2.0 — Garbage
- Celebrity Skin[англ.] — Hole

## Кантри-музыка

### Лучший женский кантри-вокал
- «You're Still the One» — Шанайя Твейн
- «Love Still Remains» — Emmylou Harris
- «This Kiss» — Фейт Хилл
- «A Little Past Little Rock[англ.]» — Ли Энн Вомак
- «There Goes My Baby[англ.]» — Триша Йервуд

### Лучший мужской кантри-вокал
- «If You Ever Have Forever in Mind» — Винс Гилл
- «Nothin' but the Taillights[англ.]» — Клинт Блэк[англ.]
- «To Make You Feel My Love» — Гарт Брукс
- «Holes in the Floor of Heaven» — Стив Уоринер[англ.]

### Лучшее совместное кантри-исполнение с вокалом
- «Same Old Train» — Клинт Блэк[англ.], Джо Диффи, Мерл Хаггард, Эммилу Харрис, Элисон Краусс, Патти Лавлесс, Эрл Скраггс, Рики Скэггс, Марти Стюарт[англ.], Пэм Тиллис[англ.], Рэнди Трэвис, Трэвис Тритт[англ.] и Дуайт Йокам
- «Where Your Road Leads» — Гарт Брукс и Триша Йервуд
- «If You See Him/If You See Her»[англ.] —Риба Макинтайр, Брукс и Данн
- «My Kind of Woman/My Kind of Man»[англ.] — Винс Гилл и Патти Лавлесс
- «Just to Hear You Say That You Love Me»[англ.] — Фэйт Хилл и Тим Макгро

### Лучший кантри-альбом
- Wide Open Spaces — Dixie Chicks
- Sevens — Гарт Брукс
- Faith[англ.] — Фэйт Хилл
- Шанайя Твейн — Come On Over
- Where Your Road Leads[англ.] — Триша Йервуд

## R&B

### Лучшее женское вокальное R&B-исполнение
- «Doo Wop (That Thing)[англ.]» — Лорин Хилл
- «Are You That Somebody?»[англ.] — Алия
- «A Rose Is Still a Rose[англ.]» — Арета Франклин
- «Tyrone[англ.]» — Эрика Баду
- «I Get Lonely» — Джанет Джексон

### Лучшее мужское вокальное R&B-исполнение
- «St. Louis Blues» — Стиви Уандер
- «I Know»[англ.] — Лютер Вэндросс
- «Maybe You»[англ.] — Максвелл
- «My Way»[англ.] — Ашер
- «The Only One for Me» — Брайан Макнайт

### Лучшее исполнение дуэтом или группой в стиле ритм-н-блюз
- «The Boy Is Mine[англ.]» — Брэнди Норвуд и Моника
- «Lean on Me» — Кирк Франклин, Ар Келли, Кристал Льюис[англ.], Мэри Джей Блайдж и Боно
- «Nothing Even Matters» — Лорин Хилл и Ди Энджело
- «All My Life»[англ.] — Кей-Си и Джоджо
- «Stay» — The Temptations

### Лучшая песня в стиле ритм-н-блюз
- «Doo Wop (That Thing)[англ.]»
  - Лорин Хилл, автор (Лорин Хилл)
- «The Boy Is Mine»
  - Брэнди Норвуд, Лашон Дэниелс[англ.], Родни Джеркинс, Фред Джеркинс III[англ.] и Джаф Техеда, авторы (Брэнди и Моника)
- «Lean On Me»
  - Кирк Франклин, автор (Кирк Франклин c Мэри Джей Блайдж, Ар Келли, Боно, Кристал Льюис[англ.] и The Family)
- «A Rose is Still a Rose[англ.]»
  - Лорин Хилл, автор (Арета Франклин)
- «All My Life[англ.]»
  - Рори Беннетт и Джоджо Хейли, авторы (Кей-Си и Джоджо)

### Лучший альбом в стиле ритм-н-блюз
- The Miseducation of Lauryn Hill — Лорин Хилл
- Live[англ.] — Эрика Баду
- Never Say Never — Брэнди
- A Rose Is Still a Rose[англ.] — Арета Франклин
- Embrya[англ.] — Максвелл

### Лучший традиционный вокальный R&B-альбом
- Live! One Night Only[англ.] — Патти Лабелль
- To Make Me Who I Am — Аарон Невилл
- Phoenix Rising[англ.] — The Temptations
- I Know — Лютер Вэндросс
- Believe in Me[англ.] — Реджина Белль[англ.]

## Рэп-музыка

### Лучшее сольное рэп-исполнение
- «Gettin' Jiggy Wit It» — Уилл Смит
- «Dangerous»[англ.] — Баста Раймс
- «Gone till November»[англ.] — Вайклеф Жан
- «Hard Knock Life (Ghetto Anthem)»[англ.] — Jay-Z
- «Lost Ones»[англ.] — Лорин Хилл

### Лучшее рэп-исполнение дуэтом или группой
- «Intergalactic» — Beastie Boys
- «Money Ain't a Thang»[англ.] — Джармейн Дюпри и Jay-Z
- «Deja Vu (Uptown Baby)»[англ.] — Lord Tariq and Peter Gunz[англ.]
- «Rosa Parks»[англ.] — Outkast
- «Ghetto Supastar (That Is What You Are)»[англ.] — Pras, Майя и Ol' Dirty Bastard

### Лучший рэп-альбом
- Vol. 2... Hard Knock Life[англ.] — Jay-Z
- The Love Movement — A Tribe Called Quest
- Capital Punishment[англ.] — Big Pun
- Life in 1472[англ.] — Джермейн Дюпри
- Harlem World[англ.] — Mase

## Составление и аранжировка
Лучшая инструментальная композиция
- Future Man[англ.] и Виктор Вутэн (композиторы) за «Almost 12» в исполнении Bela Fleck & the Flecktones

Лучшая песня, написанная специально для кино или телевидения
- Джеймс Хорнер и Уил Дженингс[англ.] (авторы) за «My Heart Will Go On» (из Titanic) в исполнении Селин Дион

Лучшая инструментальная композиция, написанная для кино или телевидения
- Джон Уильямс (композитор) за Saving Private Ryan

Лучшая  инструментальная аранжировка
- Дон Себески (аранжировщик) за «Waltz for Debby»

Лучшая вокально-инструментальная аранжировка
- Херби Хэнкок, Роберт Садин[англ.] и Стиви Уандер (аранжировщики) за «St. Louis Blues» в исполнении Херби Хэнкока

## Персона года «MusiCares»
- Стиви Уандер